# Amnaay Zebedayo Bayo
Amnaay Zebedayo Bayo (* 20. Mai 1976 in Arusha) ist ein tansanischer Langstreckenläufer, der sich auf Straßenläufe spezialisiert hat.

## Leben
1997 gewann er den Vigarano-Marathon, kam beim Marathon der Leichtathletik-Weltmeisterschaften in Athen auf den 68. Platz und wurde Zweiter beim Venedig-Marathon. Im Jahr darauf wurde er Dritter beim Lissabon-Halbmarathon, gewann den Los-Angeles-Marathon und wurde Dritter beim New-York-City-Marathon. 1999 wurde er Zehnter beim Paris-Marathon. Bei den Weltmeisterschaften in Sevilla erreichte er nicht das Ziel.
2000 folgte Siegen beim Paris-Halbmarathon und beim CPC Loop Den Haag ein vierter Platz beim Paris-Marathon. Daraufhin wurde er für die Olympischen Spiele in Sydney nominiert, bei denen er auf Platz 61 einlief. Bei den Halbmarathon-Weltmeisterschaften in Veracruz wurde er Siebter. 
2001 wurde er Vierter beim Tokyo International Men’s Marathon, Zweiter beim Hokkaidō-Marathon und kam bei den Halbmarathon-Weltmeisterschaften in Bristol auf den 26. Platz. In der darauffolgenden Saison kam er über einen 17. Platz beim Biwa-See-Marathon und einen zehnten beim Mailand-Marathon nicht hinaus.
2003 siegte er in Tokio und wurde Achter in Paris. Bei den Weltmeisterschaften in Paris/Saint-Denis gab er kurz nach dem Start auf. Dafür gelang ihm im Herbst ein Sieg beim Athen-Marathon.
2004 qualifizierte er sich mit einem achten Platz beim Rotterdam-Marathon für die Olympischen Spiele in Athen, wo ihn wiederum ein vorzeitiges Aus ereilte.
Seine letzte vordere Platzierung bei einem großen Rennen erzielte er im Jahr darauf als Zweiter in Tokio. 2008 betätigte er sich beim Tokio-Marathon als Tempomacher für die Elite.
Bei der Crosslauf-Weltmeisterschaft belegte er 2000 in Vilamoura Rang 14 und 2001 in Ostende Rang 49.

## Persönliche Bestzeiten
- 10.000 m: 28:21,60 min, 13. Mai 2000, Arusha
- Halbmarathon: 1:00:50 h, 12. März 2000, Paris
- Marathon: 2:08:51 h, 1. November 1998, New York City